# ميليسا بيري
ميليسا بيري (بالإنجليزية: Melissa Anne Perry) هي محامية وقاضية أسترالية، ولدت في 26 يناير 1963 في أديلايد في أستراليا.